# Dicolecia
Dicolecia  (лат.) — род прыгающих насекомых из семейства цикадок (Cicadellidae). Южная Америка. Длина 7 мм. Скутеллюм крупный, его длина примерно равна длине пронотума. Голова крупная, отчётливо уже пронотума; лоб широкий. Глаза и оцеллии относительно крупные; глаза субшаровидные. Клипеус длинный и широкий. Эдеагус и стилус длинные. Сходны по габитусу с Calodicia, отличаясь деталями строения гениталий. Род включают в состав подсемейства Coelidiinae.
- Dicolecia bifurcata Nielson, 1982  — Перу typus
- Dicolecia serrata Nielson, 1988[2]